# Stylosanthes viscosa
Stylosanthes viscosa es una especie de planta floral del género Stylosanthes, categorizada en la tribu Dalbergieae, de la subfamilia Faboideae.

## Distribución
Especie nativa de Argentina, Belice, Bolivia, Brasil, Colombia, Costa Rica, Cuba, República Dominicana, El Salvador, Guayana Francesa, Guatemala, Guyana, Honduras, Jamaica, México, Nicaragua, Panamá, Paraguay, Puerto Rico, Surinam y Venezuela. Introducida en Estados Unidos, Australia y Sierra Leona. Crece en el bioma tropical.

## Taxonomía
Fue descrita por (L.) Sw.
Tratamiento taxonómico
La especie aparece registrada y publicada en Prodr. Veg. Ind. Occ.: 108 (1788).